# 제르가디스 그레이워즈
젤가디스 그레이워즈(Zelgadis Greywords, ゼルガディス＝グレイワーズ)는 슬레이어즈의 등장인물이다.

## 소개
- 성우:미도리카와 히카루 / 한국판：김승준[1]

마법과 검술 모두 뛰어난 마법검사. 마검사 혹은 광전사로 불리며 꽤 유명해 나가나 천의 가명도 그의 이름을 알고 있다. 처음엔 적이자 조부 혹은 증조부인 적법사 레조의 명령으로 리나를 납치하지만, 레조에게 복수하기 위해 나중에 동료가 된다. 18세 경에 강한 힘을 주겠다는 레조의 말에 속아 블로우 데몬과 록 골렘의 합성 인간(키메라)로 변해 돌처럼 딱딱한 피부와 철사 같은 머리카락을 갖게 되었고 현재는 본래의 몸으로 돌아가기 위해 여행을 계속하고 있다. 레조 사건이 끝난 후 리나들과는 헤어졌지만, 클레어 바이블의 사본을 둘러싸고 재앙의 신 숭배 교단과 싸우던 중 리나들과 재회해, 리나들과 행동을 같이 하면 원래대로 돌아갈 수 있는 방법을 찾을 수 있을 거라고 생각하여 동행한다. 사용하는 마법은 정령마법으로 고위 주문까지 사용할 수 있다. 애니메이션에서는 흑마법도 사용할 줄 아는 듯. 제로스가 비밀스럽기 때문인지 멤버들 중 제로스를 제일 노골적으로 싫어한다. 눈에 띄는 용모와 악명 때문에 남의 눈을 피하려고 인파 중에서는 항상 후드나 마스크로 자신의 얼굴을 숨기고 다니지만, 그것 때문에 오히려 눈에 띈다는 말을 듣는다. 쿨한 성격이지만 의외로 장난기도 있다. 애니메이션 1기에서는 그 쿨한 이미지로 엄청난 인기를 모았으나 제작진이 그에 의식해서 인지 2기 NEXT, 3기 TRY에서는 가장 많이 망가지는 개그 캐릭터로 변모하였다. 주위에 비상식적인 인간이 많아서 방패막이로 쓰인다거나 이름을 잘못 불리는 경우가 많다.
제1부 종반부에 리나들과 행동을 따로 하여 제2부에서는 이름 밖에 등장하지 않지만, 외전에 그 후의 모습이 그려져 있다.